# Hit List
Hit List ist eine US-amerikanische Filmkomödie aus dem Jahr 2012 mit Shirly Brener und Joey Lawrence in den Hauptrollen.

## Handlung
Charlotte hat seit ihrer Kindheit Probleme mit der Aggressionsbewältigung. Als Therapiemaßnahme schlägt ihr Psychiater vor, alles was sie ärgert in ein kleines Buch zu schreiben, was sie auch tut. Im Laufe ihres Lebens beginnt sie auch eine Liste von Personen, welchen sie den Tod wünscht. Nach einer gescheiterten Beziehung versucht Charlotte das Online Dating. Nach einigen enttäuschenden Dates trifft sie den charmanten Lyle. Dieser ist jedoch ein Auftragskiller, was Charlotte zu Beginn der Beziehung jedoch noch nicht weiß. Als Lyle Charlottes Liste entdeckt, beginnt er alle Personen auf selbiger zu töten. Irgendwann ahnt Charlotte, dass Lyle ein Mörder ist und versucht Beweise dafür zu sammeln. Lyle erwischt sie jedoch dabei, schlägt sie nieder und bringt sie zu dem Ort, wo er alle seine Opfer begraben hat. Obwohl Lyle Charlotte liebt, will er sie aus dem Weg räumen, da er befürchtet, dass Charlotte, die das Morden nicht toleriert, sonst zur Polizei gehen wird. Als Charlotte ihre letzten Worte sagen soll, wird sie sich der Ernsthaftigkeit ihrer niedergeschriebenen Mordgedanken bewusst. Daraufhin bringt Lyle Charlotte nicht um, und die beiden gehen von nun an gemeinsam dem Tötungs-Geschäft nach. Später bekommen sie ein gemeinsames Kind.

## Produktion
Gedreht wurde 2010 in Cabo San Lucas, Baja California Sur, Mexiko und Santa Monica, Burbank, Castaic, Huntington Park, Marina del Rey, und North Hollywood in Kalifornien.

## Soundtrack
- „For All I Care“ von Laura Slade Wiggins und Carrick Moore Gerety
- „Closer“ von T&L
- „Dance Party“ von T&L
- „Live“ von Damian Joyce
- „Walking On Your Side“ von Mofus
- „It's All Good“ von Mofus
- "Chivalry's Dead von The Paper Cranes
- „You Will Lie“ von Thomas D’Arcy
- „LaBamba“ von Lindy Vopnfjord
- „Harmony to My Heartbeat“ von Sally Seltmann